# كأس أيرلندا الشمالية 2002–03
كأس أيرلندا الشمالية 2002–03 (بالإنجليزية: 2002–03 Irish Cup)‏ هو موسم من كأس أيرلندا. كان عدد الأندية المشاركة فيه  31، وفاز فيه نادي كوليرين.